# Великое Аляскинское землетрясение

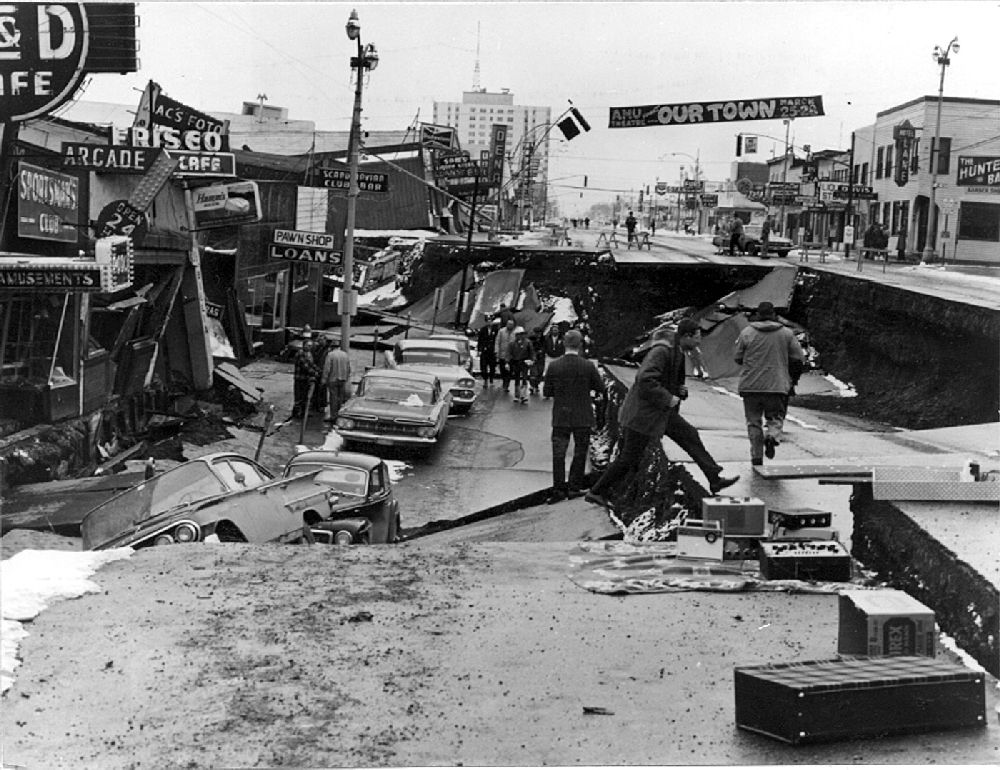
Разрушения в Анкоридже.

Великое Аляскинское землетрясение — сильнейшее землетрясение в истории США и второе, после Вальдивского, в истории наблюдений, его магнитуда составила 8,4 по шкале Рихтера или 9,2 по шкале Канамори с эпицентром в Колледж-фьорде, в северной части Аляскинского залива, в 120 километрах от Анкориджа. Очаг землетрясения располагался на глубине более 20 километров и был приурочен к границе погружения Тихоокеанской плиты под Североамериканскую.
Землетрясение произошло 27 марта 1964 года в 17:36 по местному времени (UTC-9). Событие пришлось на Страстную пятницу и в США известно как Good Friday Earthquake.
Значительные разрушения произошли на площади в пятьдесят тысяч квадратных миль (ок. 130 тыс. км²). Множество неприятностей принесли лавины и обвалы в горах. Оползни и обвалы привели в негодность железные и шоссейные дороги. Так, железная дорога в Штате Аляска потеряла своё портовое сооружение, мосты и многое другое.
В зоне разрушений оказались все поселения в районе залива Принца Уильяма. Небольшие дома, расположенные в районе оползней, переместились на несколько метров в различных направлениях, но благодаря небольшой массе и размеру не были существенно повреждены, хотя их конструкция проектировалась без учёта сейсмических нагрузок.
Только потому, что район залива Принс-Вильям был малонаселён, людские потери и материальный ущерб оказались относительно невелики и составили 131 человек, погибших в основном от цунами, волны которого сумели достичь даже Арктики. Число погибших непосредственно от землетрясения составило всего 9 из всех жертв. Небольшим потерям способствовало то обстоятельство, что были каникулы. В школах и деловых офисах Анкориджа почти не осталось людей. Тем не менее, общий экономический ущерб составил полмиллиарда долларов США.
Волны цунами нанесли серьёзные разрушения вплоть до Калифорнии и Японии. В посёлке Ченега близ эпицентра от цунами погибло 23 человека из 68 проживавших в 1964 году. Цунами повредило портовые сооружения, расположенные вдоль побережья Аляски, Британской Колумбии, Орегона и Северной Калифорнии. Здесь из-за сопутствующего отлива волна цунами была не столь высока, как могла бы быть. Тем не менее, на некоторых участках побережья произошли подводные оползни, из-за которых погибло 43 человека. Цунами принесло потери на сумму 84 миллиона долларов США.
Великое Аляскинское землетрясение повлекло разрушения в населённых пунктах Аляски, из крупных городов наиболее пострадал Анкоридж, находившийся в 120 км западнее эпицентра. В результате разжижения грунта под жилым районом Тернагейн-Хайтс в Анкоридже, склон длиной 2 км и средней шириной около 300 м вместе с домами двинулся вниз, к морю, при этом около 70 зданий разрушилось.
В Валдезе, Сьюарде и на острове Кадьяк произошло сильное изменение береговой линии.